# Битва титанов (фильм, 2010)
«Би́тва тита́нов» (англ. Clash of the Titans) — американский приключенческий боевик, режиссёра Луи Летерье, ремейк одноимённого фильма 1981 года, в основе которого лежит древнегреческий миф о Персее. Главную роль в фильме сыграл Сэм Уортингтон. Съёмки фильма начались в апреле 2009 года. Премьера фильма в США состоялась 2 апреля 2010 года, в СНГ — 8 апреля.
Фильм демонстрировался как в традиционном варианте, так и в формате 3D.

## Сюжет
Рыбак по имени Спирос (Пит Постлетуэйт) находит в море плавающий ларец, в котором находится тело мёртвой женщины с живым ребёнком в руках. Спирос и его жена Мармара (Элизабет Макговерн) решают воспитывать ребёнка как собственного и называют его «Персей». Спустя годы возмужавший Персей (Сэм Уортингтон), проплывая со своей семьёй мимо статуи Зевса, видит, как солдаты из города Аргос разрушают её, объявляя тем самым войну богам. В ответ на это боги насылают на них фурий — летающих чудовищ. После недолгой схватки фурии сливаются в одно целое и превращаются в Аида, который разрушает лодку. При этом семья Персея погибает, сам же он, не сумев их спасти, остаётся жив.
Тем временем на Олимпе разгневанный Зевс отказывается от предложения других богов заключить с людьми перемирие. Аиду удаётся уговорить Зевса проучить людей.
Персея находят солдаты из Аргоса во главе со Змеем (Драко) (Мэдс Миккельсен) и отводят его во дворец, где тот предстаёт перед царём Кефеем (Винсент Риган) и царицей Кассиопеей (Полли Уокер), которые празднуют «победу над богами». Когда Кассиопея сравнивает свою дочь Андромеду (Алекса Давалос) с Афродитой, появляется Аид, который говорит о том, что через 10 дней он выпустит Кракена, чтобы он разрушил Аргос, если в жертву не принесут Андромеду. Персей пытается напасть на Аида, но его останавливает женщина в белом. Перед уходом Аид говорит Персею, что его отец Зевс.
Персея заключают под стражу, куда к нему приходит та самая женщина в белом, которую, как оказалось, зовут Ио (Джемма Артертон). Она следит за ним с его самого рождения. Она бессмертна, так как проклята бессмертием с тех пор, как отвергла ухаживания бога. Ио рассказывает Персею историю его происхождения.
Однажды царь Акрисий поднял восстание против богов. Чтобы наказать его, Зевс принял облик самого Акрисия и, придя в покои его жены Данаи (Тине Штапельфелдт), овладел ею. Обезумевший от гнева Акрисий приказал казнить свою жену и новорождённого сына Зевса, закрыв их в ларце и сбросив со скалы в море. За это Зевс поразил его молнией, обезобразив лицо и тело. Ио уговаривает Персея положить конец тирании богов и убить Кракена. Персей соглашается.
Персей в составе отряда добровольцев из солдат Аргоса отправляется к Стигийским ведьмам для того чтобы узнать у них, как убить Кракена. В городе к ним присоединяются два брата-охотника.
Тем временем Аид находит обезображенного Акрисия, известного ныне как Калибос, и обещает помочь расправиться с Зевсом в обмен на то, что Калибос убьёт Персея. Калибос соглашается, и Аид наделяет его сверхчеловеческими способностями.
На привале Персей, прогуливаясь по лесу, находит меч, наделённый магическими свойствами. Драко говорит, что это дар богов, но Персей не принимает подарка и отдаёт меч Драко. Далее Персей наталкивается на стадо белых крылатых лошадей, которых распугивает чёрный конь, слетевший с небес. Ио, все это время следовавшая за Персеем, объясняет ему, что это Пегас и он тоже дар богов.
В это время на отряд нападает Калибос. Убив несколько человек и укусив Персея, он хватает его за голову. Вовремя подоспев, Драко отрубает Калибосу руку и тот отступает. Отряд бросается в погоню, а рука превращается в скорпиона.
Разделившись, одна из групп загоняет Калибоса в угол. Но кровь из отрубленной руки превращается в огромных скорпионов. Потеряв часть отряда и одолев нескольких чудовищ, не без помощи Ио, Персей оказывается окружён оставшимися скорпионами. На помощь им приходят живущие в пустыне колдуны-джинны во главе с Шейхом Сулейманом (Иэн Уайт). Когда Персей пытается поблагодарить джиннов, его сваливает с ног приступ от укуса Калибоса, который оказался ядовитым.
Драко не доверяет джиннам, но Шейх Сулейман, тайком пробравшись в палатку к раненому Персею, исцеляет его рану и говорит о том, что джинны тоже сражаются против Богов. Наверстывая упущенное время, джинны, оседлав громадных скорпионов, подвозят отряд до Стигийского сада — место, где Кракен разгромил Титанов и места обитания Стигийских ведьм.
В логове, в результате небольшой стычки с ведьмами, которые требуют жертву, Персею удаётся выхватить у них единственный глаз, в обмен на который он хочет получить ответ. Ведьмы соглашаются и говорят, что убить Кракена можно с помощью Медузы Горгоны, которая находится на другом конце реки Стикс в подземном царстве мёртвых. На прощанье ведьмы говорят Персею, что его поход закончится неудачей, и он умрёт.
Когда Персей возвращается ко входу в Стигийский сад, все джинны, кроме Шейха Сулеймана, уходят от него, решив, что все они умрут.
Перед тем как отправиться в подземный мир, Персей встречает Зевса, который предлагает ему уйти с ним на Олимп. Персей отказывается и Зевс, говоря, что больше не будет ему помогать, даёт напоследок золотую монету для перевозчика Харона. Братья-охотники также покидают Персея, объясняя это тем, что не могут сражаться в подземном мире, подарив напоследок щит из шкуры скорпиона.
Персей, Ио, Сулейман, Драко, Солон, Иксас и Эвсебий, перебравшись через Стикс и заплатив Харону монетой, приблизились к логову медузы. Весь отряд входит в храм, за исключением Ио, которая, согласно заклятью, не может войти в храм Афины.
Используя свой лук, Горгона пронзает Драко, сбивает с ног Солона и тот падает в раскалённую лаву. Иксас и Эвсебий превращаются в камень, взглянув Горгоне в глаза. Сулейман и Драко приносят себя в жертву, создавая для Персея условия победить Горгону, не смотря ей в глаза.
Выйдя из логова с головой Горгоны, Персей становится свидетелем того, как Калибос пронзает Ио сзади мечом. В схватке Персей убивает Калибоса. Перед смертью он возвращается в человеческий облик и просит Персея не становиться одним из богов. Ио умирает. Персей на Пегасе спешит в Аргос, чтобы успеть к моменту жертвоприношения. Аид по приказу Зевса выпускает Кракена. Толпа ведёт Андромеду на место жертвоприношения. Кракен начинает крушить Аргос. В это время Аид открывает Зевсу то, что чем больше люди боятся, тем сильнее Аид становится. Зевс понимает свою ошибку, и надеяться ему остаётся только на Персея.
В тяжёлой схватке с фуриями, с помощью охотников на скорпионе, Персею удаётся сохранить голову Горгоны, победить Кракена и отправить Аида в подземное царство. Персей спасает Андромеду, теперь законную царицу Аргоса, которая просит его остаться с ней и стать царём Аргоса. Но тот отказывается, так как хочет жить человеческой жизнью. Отказывается он и от предложения Зевса уйти с ним на Олимп. Зевс в благодарность воскрешает Ио, чтобы Персей, живя как человек, не оставался один.

## В ролях
| Актёр             | Роль              |
| ----------------- | ----------------- |
| Сэм Уортингтон    | Персей            |
| Мадс Миккельсен   | Драко             |
| Джемма Артертон   | Ио                |
| Лиам Нисон        | Зевс              |
| Рэйф Файнс        | Аид               |
| Алекса Давалос    | Андромеда         |
| Джейсон Флеминг   | Акрисий / Калибос |
| Лиам Каннингем    | Солон             |
| Ханс Мэтисон      | Иксас             |
| Николас Холт      | Эвсебий           |
| Пит Постлетуэйт   | Спирос            |
| Тине Штапельфелдт | Даная             |
| Наталья Водянова  | Горгона Медуза    |
| Изабелла Мико     | Афина             |
| Люк Эванс         | Аполлон           |

## Создание фильма
Проработка идеи ремейка «Битвы титанов» началась в 2002 году при участии продюсера Адама Шрёдера и сценаристов Джона Гленна и Трэвиса Райта. Они хотели выбросить из фильма элемент с богами, играющими в шахматы. В 2006 году продюсер Бэзил Иванюк решил довести этот проект до конца и поручил переписать сценарий Трэвису Бичэму, почитателю оригинального фильма. В 2007 году к проекту подключились Лоуренс Кэздан и Стивен Норрингтон. Но Норрингтон не был уверен в том, что будет снимать этот фильм, так как он не проникся оригиналом. Летерье, который и является режиссёром этого ремейка, связался с Норрингтоном через своего агента и заменил его в июне 2008 года. Летерье заметил, что оригинальный фильм «Битва титанов» вдохновил постановку кульминационного момента его предыдущего фильма, «Невероятный Халк» — битву в сожжённом зале суда на храмоподобных колоннах, и сравнил современных супергероев с героями древнегреческих мифов. Сценаристы Фил Хэй и Мэтт Манфреди переработали сценарий Каздана, который был написан с расчётом на то, что ему будет присвоен рейтинг «R».
Летерье, желавший привлечь к проекту Рэя Харрихаузена, снова работал с художником-постановщиком «Невероятного Халка» Аароном Симсом, который уже начал работать над «Битвой титанов» с Норрингтоном. У Симса были проблемы с проектированием Медузы горгоны, о которых он сказал: «Все ли змеи одинаковые? Или всё-таки больше похожи на волосы? Выглядят ли по-разному, освещённые или в виде силуэта? И насколько у неё человеческое лицо, или скорее змеиное?.. Я работал над одним вариантом, и мне сказали: „Напоминает Волан-де-Морта“, — потому что не было носа. Нужно быть осторожным, чтобы осталось сходство с оригинальной задумкой». Съёмки фильма проходили в Лондоне, Уэльсе, Эфиопии и Исландии, а также на Канарских островах Тенерифе и Лансароте.
Бюджет фильма — по информации из разных источников, от 80 до 150 млн $.
Низкокачественный перевод фильма в 3D индийской компанией Prime Focus послужил одной из причин негативных отзывов.